# Emil Precup
Emil Precup (n. 1866, Rebrișoara – d. 1970, Cluj) a fost un deputat în Marea Adunare Națională de la Alba Iulia, organismul legislativ reprezentativ al „tuturor românilor din Transilvania, Banat și Țara Ungurească”, cel care a adoptat hotărârea privind Unirea Transilvaniei cu România, la 1 decembrie 1918.:p. 77

## Biografie
Emil Precup a studiat litere și filosofie la Cluj și Leipzig, a fost profesor la Sibiu, apoi la Liceul grăniceresc din Năsăud, membru
al C.N.R. Năsăud. În perioada 1919-1940 a fost director al Liceului ,,Petru Maior" din Gherla, a îndrumat Anuarul liceului și revista școlară Scânteia;a
condus societățile de lectură pentru elevi ,,lon Creangă" și ,,Gheorghe Lazăr"; în 1940 a plecat pentru postul de profesor la București și în 1945 a fost  numit inspector școlar Ia Cluj.:p. 127

## Activitatea politică

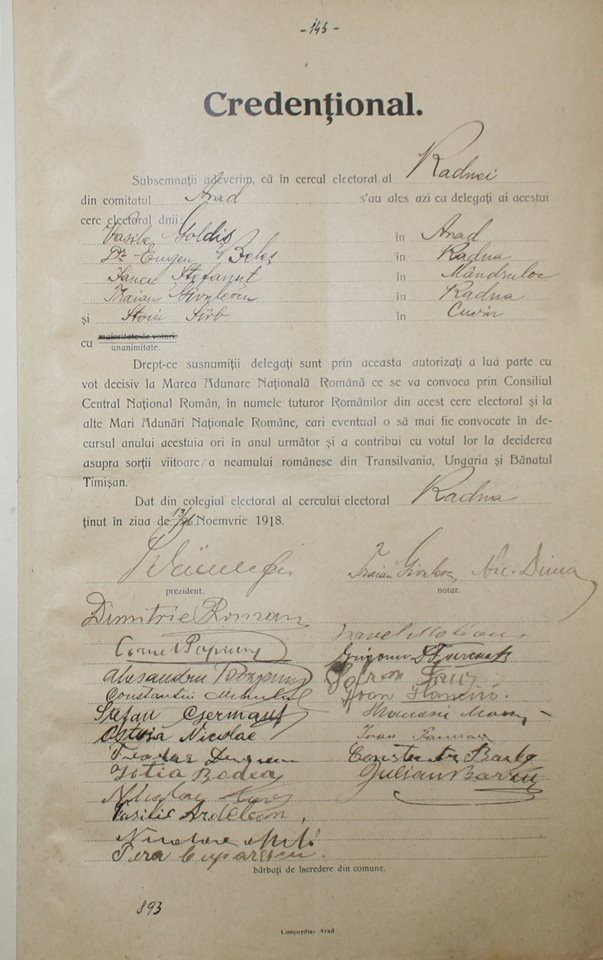
Credențional

Ca deputat în Adunarea Națională din 1 decembrie 1918 a fost membru supleant al Reuniunii de lectură din Năsăud.:p. 127